# فرانک شومین
فرانک شومین (انگلیسی: Franck Chaumin؛ زادهٔ ۲ نوامبر ۱۹۶۹) بازیکن فوتبال اهل فرانسه است.
از باشگاه‌هایی که در آن بازی کرده‌است می‌توان به باشگاه فوتبال سوشو اشاره کرد.
وی همچنین در تیم‌های ملی فوتبال زیر ۱۸ سال فرانسه و زیر ۲۱ سال فرانسه بازی کرده‌است.